# Boracin
Boracin (biał. Барацін; ros. Баратин) – wieś na Białorusi, w rejonie korelickim obwodu grodzieńskiego, około 8 km na północny zachód od Korelicz i 14 km na wschód od Nowogródka.

## Historia
Pierwsze wzmianki o Boracinie pochodzą z XVI wieku. Pod koniec XIX wieku dobra te liczyły 2256 mórg. Od Radziwiłłów kupili je Czeczottowie. W II połowie XIX wieku należały do Konstantego Czeczotta (1812–1897), następnie do jego córki, Jadwigi (1845–1923) i zięcia Władysława Łozińskiego (1839–1928).
Po III rozbiorze Polski w 1795 roku Boracin, wcześniej należący do powiatu nowogródzkiego województwa nowogródzkiego Rzeczypospolitej, znalazł się na terenie powiatu nowogródzkiego (ujezdu), wchodzącego w skład kolejno guberni: słonimskiej, litewskiej, grodzieńskiej i mińskiej Imperium Rosyjskiego. Po ustabilizowaniu się granicy polsko-radzieckiej w 1921 roku wieś wróciła do Polski, weszła w skład gminy Horodeczna (od 1936 roku w gminie Nowogródek) powiatu nowogródzkiego województwa nowogródzkiego, od 1945 roku – był w ZSRR, od 1991 roku – na terenie Republiki Białorusi.
W 1870 roku urodził się tu biskup miński i piński Zygmunt Łoziński, syn Władysława i Jadwigi, późniejszych właścicieli majątku.

## Dawny dwór

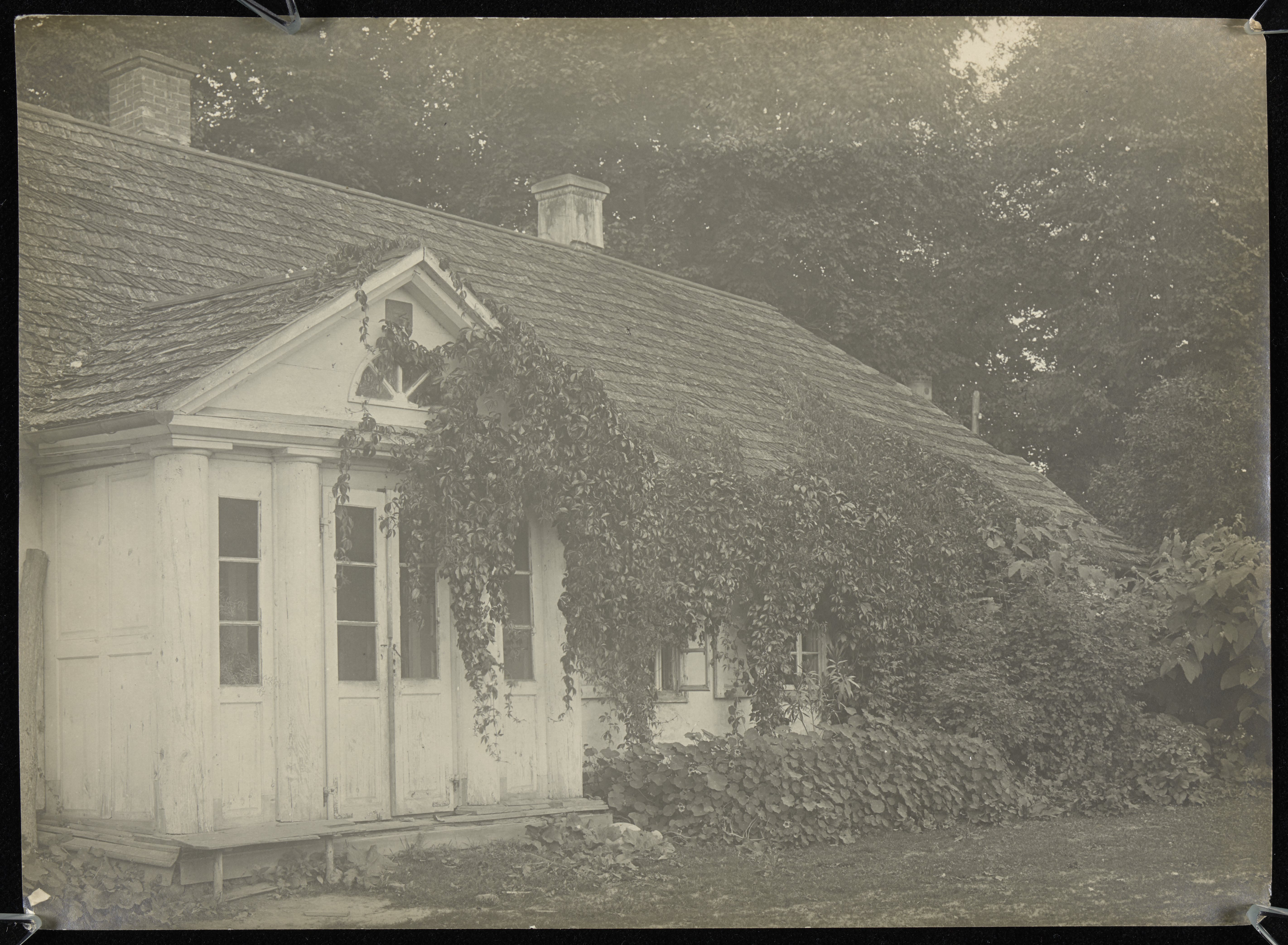
Dwór Łozińskich w 1923 roku

Czeczottowie, a później Łozińscy mieszkali w starym (zbudowanym po 1780 roku), drewnianym, parterowym dworze z czterokolumnowym gankiem, krytym gontowym czterospadowym dachem. Po lewej stronie od domu stała podobna do niego, XVIII-wieczna, długa, parterowa oficyna, również z czterokolumnowym gankiem. W pobliżu stały również, zbudowane na przełomie XIX i XX wieku: murowany, piętrowy spichlerz i murowana, parterowa stajnia, jedyne budynki, których ruiny przetrwały do dzisiejszych czasów. Dwór i oficyna zostały zniszczone po 1939 roku.
Dwór był otoczony przez park z dużą liczbą sędziwych, liściastych i iglastych drzew. Wielki samotny modrzew rósł na środku gazonu przed dworem i oficyną.
Majątek w Boracinie jest opisany w 2. tomie Dziejów rezydencji na dawnych kresach Rzeczypospolitej Romana Aftanazego.
W Boracinie urodził się i dorastał Bohdan Łoziński, późniejszy inżynier i założyciel kopalni „Biała Góra” pod Tomaszowem Mazowieckim.